# كبوتركوه
كبوتركوه (بالفارسية: کبوترکوه) هي قرية تقع في قسم كاخك الريفي في إيران. يقدر عدد سكانها بـ 158 نسمة بحسب إحصاء 2016.